# Чудо
 Тази статия е за свръхестественото събитие.  За филма вижте Чудо (филм).  
Чудото е явление, нямащо обяснение в рамките на природните или научните закони. Чудесата могат да бъдат приписвани на свръхестествено същество (най-често божество), магия, чудотворец, светец или религиозен водач.
Неприродният характер на чудесата кара много мислители да ги отхвърлят като физически невъзможни (т.е. изискващи нарушаване на установените закони на физиката в границите на тяхната област на валидност) или невъзможни за потвърждаване по своята природа (защото никога не могат да бъдат напълно отхвърлени всички възможни физични механизми). Сред привържениците на първия възглед е Томас Джеферсън, а на втория – Дейвид Хюм. В богословието обикновено се твърди, че с Провидението Бог редовно действа чрез природата, но в качеството си на създател е свободен да действа без, над или срещу нея.